# کرک-آفه‌زات
کرک-آفه‌زات (به هلندی: Kerk-Avezaath) یک منطقهٔ مسکونی در هلند است که در بورن واقع شده‌است. کرک-آفه‌زات ۱٬۴۵۰ نفر جمعیت دارد.